# Lehner Jenő
Lehner Jenő (Pozsony, 1906. július 5. – Boston, 1997. szeptember 13.) magyar származású amerikai brácsaművész és tanár.

## Életpályája
Lehner Gusztáv Adolf vasúti ellenőr és Fischer Gertrúd gyermekeként született pozsonyi evangélikus családban. 1913-tól autodidakta módon hegedült. Bartók Béla közbenjárásának köszönhetően a Liszt Ferenc Zeneművészeti Főiskola hallgatója lett, ahol Mambriny Gyula, Hubay Jenő és Weiner Leó növendéke volt. 1925-ben tanulmányait félbehagyta; Jemnitz Sándor közreműködésével Bécsbe ment, ahol a zenetörténeti jelentőségű Kolisch Vonósnégyes brácsása lett; 1938-ig játszott itt. Az 1940-es években –Szergej Kuszevickij invitálására – szólóbrácsásként a Bostoni Szimfonikus Zenekarhoz szerződött, amelynek az 1980-as évekig tagja maradt.
Életének második felében az Egyesült Államok egyik meghatározó vonósnégyes- és kamarazene-pedagógusaként tevékenykedett: többek közt ő tanította be a Juilliard Vonósnégyesnek Bartók hat és Schoenberg négy kvartettjét. Tanított a Bostoni Konzervatóriumban és Tanglewoodban, valamint különféle kurzusokat vezetett európai országokban is. Oktatói munkáját utolsó hónapjaiig folytatta.